# Volkswagen Vento
De Volkswagen Vento is een sedan van het Duitse
automerk Volkswagen op basis van de Golf III.
De Vento werd geïntroduceerd in januari 1992 en volgde de Volkswagen Jetta op.
Buiten Europa bleef het model gewoon Jetta heten.
Net als bij de Jetta II en de Golf II maakte VW onderscheid tussen de
sedan en de hatchback. De Vento kreeg bijvoorbeeld vierkante koplampen.
Het motorenaanbod was gelijk aan de Golf III.
In 1998 werd de Vento opgevolgd door de Bora die buiten
Europa wederom de Jetta IV was. De Jetta V uit 2005
heet ook in Europa weer Jetta.
De naam Vento werd in 2010 opnieuw van stal gehaald voor een op de Polo gebaseerde sedan speciaal voor de Russische en Indiase markt. Ook in China en Brazilië is dit model uitgebracht. De nieuwe Vento is leverbaar met een 1.4 en een 1.6 liter motor.

## Geleverde Motoren

### Benzine
| Type    | Motor     | Motor     | Motor   | Vermogen | Koppel | Transmissie                              | 0–100 km/h    | Topsnelheid    | Jaartal     |
| Type    | Inhoud    | Cilinders | Kleppen | Vermogen | Koppel | Transmissie                              | 0–100 km/h    | Topsnelheid    | Jaartal     |
| ------- | --------- | --------- | ------- | -------- | ------ | ---------------------------------------- | ------------- | -------------- | ----------- |
| 1.4     | 1.390 cm³ | 4-in-lijn | 8v      | 60 pk    | 116 Nm | handgeschakelde 5-bak                    | 16,7 s        | 157 km/h       | 1995 - 1998 |
| 1.6     | 1.598 cm³ | 4-in-lijn | 8v      | 75 pk    | 126 Nm | handgeschakelde 5-bak                    | 14,6 s        | 168km/h        | 1992 - 1994 |
| 1.6     | 1.598 cm³ | 4-in-lijn | 8v      | 75 pk    | 135 Nm | handgeschakelde 5-bak                    | 14,0 s        | 168 km/h       | 1995 - 1998 |
| 1.8     | 1.781 cm³ | 4-in-lijn | 8v      | 75 pk    | 140 Nm | handgeschakelde 5-bak / 4-traps automaat | 14,6 / 18,2 s | 168 / 164 km/h | 1992 - 1998 |
| 1.8     | 1.781 cm³ | 4-in-lijn | 8v      | 90 pk    | 145 Nm | handgeschakelde 5-bak / 4-traps automaat | 12,7 / 15,3 s | 178 / 175 km/h | 1992 - 1998 |
| 2.0     | 1.984 cm³ | 4-in-lijn | 8v      | 115 pk   | 166 Nm | handgeschakelde 5-bak / 4-traps automaat | 10,6 / 12,2 s | 198 / 193 km/h | 1992 - 1997 |
| 2.8 VR6 | 2.792 cm³ | VR6       | 12v     | 174 pk   | 235 Nm | handgeschakelde 5-bak / 4-traps automaat | 8,0 / 9,3 s   | 224 / 220 km/h | 1992 - 1996 |

### Diesel
| Type    | Motor     | Motor     | Motor   | Vermogen | Koppel | Transmissie                              | 0–100 km/h    | Topsnelheid    | Jaartal     |
| Type    | Inhoud    | Cilinders | Kleppen | Vermogen | Koppel | Transmissie                              | 0–100 km/h    | Topsnelheid    | Jaartal     |
| ------- | --------- | --------- | ------- | -------- | ------ | ---------------------------------------- | ------------- | -------------- | ----------- |
| 1.9 D   | 1.896 cm³ | 4-in-lijn | 8v      | 64 pk    | 124 Nm | handgeschakelde 5-bak                    | 18,3 s        | 156 km/h       | 1992 - 1998 |
| 1.9 SDI | 1.896 cm³ | 4-in-lijn | 8v      | 64 pk    | 125 Nm | handgeschakelde 5-bak                    | 18,3 s        | 156 km/h       | 1995 - 1998 |
| 1.9 TD  | 1.896 cm³ | 4-in-lijn | 8v      | 75 pk    | 150 Nm | handgeschakelde 5-bak                    | 15,7 s        | 165 km/h       | 1992 - 1998 |
| 1.9 TDI | 1.896 cm³ | 4-in-lijn | 8v      | 90 pk    | 202 Nm | handgeschakelde 5-bak / 4-traps automaat | 13,2 / 15,3 s | 178 / 175 km/h | 1993 - 1998 |
| 1.9 TDI | 1.896 cm³ | 4-in-lijn | 8v      | 110 pk   | 235 Nm | handgeschakelde 5-bak / 4-traps automaat | 11,2 /12,9 s  | 193 / 190 km/h | 1996 - 1998 |